# Agrotis silvestrii
Agrotis silvestrii là một loài bướm đêm trong họ Noctuidae.